# Drążkowo
Drążkowo (dodatkowa nazwa w j. kaszub. Drążkòwò; niem. Neuhof) – mała osada kaszubska w Polsce, położona w województwie pomorskim, w powiecie bytowskim, w gminie Czarna Dąbrówka. Wchodzi w skład sołectwa Wargowo. 
W latach 1975–1998 osada administracyjnie należała do województwa słupskiego.
Obecna urzędowa nazwa miejscowości to nazwa sztuczna utworzona przez Komisję Nazw Miejscowości i Obiektów Fizjograficznych.